# Élisabeth de Brunswick-Grubenhagen
Pour les articles homonymes, voir Brunswick.
Élisabeth de Brunswick-Grubenhagen (20 mars 1550 à Salzderhelden - 11 février 1586 au château d'Østerholm, Sønderborg) est la première femme du duc Jean de Schleswig-Holstein-Sonderbourg, fils du roi Christian III de Danemark.

## La famille
Élisabeth est la seule fille du duc Ernest III de Brunswick-Grubenhagen, et de la duchesse Marguerite de Poméranie.

## Mariage
Élisabeth épouse le 19 août 1568 le duc Jean de Schleswig-Holstein-Sonderbourg. Ils ont :
1. Dorothée de Schleswig-Holstein-Sonderbourg (1569-1593), en 1589, elle épouse le duc Frédéric IV de Liegnitz (†1596)
2. Christian de Schleswig-Holstein-Sonderbourg (1570-1633), duc de Schleswig-Holstein-Arroë
3. Ernest de Schleswig-Holstein-Sonderbourg (1572-tué en 1596)
4. Alexandre de Schleswig-Holstein-Sonderbourg, duc de Schleswig-Holstein-Sonderbourg
5. Auguste de Schleswig-Holstein-Sonderbourg (1574-tué en 1596)
6. Marie de Schleswig-Holstein-Sonderbourg (1575-1640), elle est abbesse d'Itzehoe
7. Jean-Adolphe de Schleswig-Holstein-Sonderbourg-Norbourg (1576-1624), duc de Schleswig-Holstein-Norbourg
8. Anne de Schleswig-Holstein-Sonderbourg (1577-1616), en 1601, elle épouse le duc Bogusław XIII de Poméranie-Barth (†1606)
9. Sophie de Schleswig-Holstein-Sonderbourg (1579-1618), en 1607, elle épouse le duc Philippe II de Poméranie-Barth (†1618)
10. Élisabeth de Schleswig-Holstein-Sonderbourg (1580-1653), en 1625, elle épouse le duc Bogusław XIV de Poméranie (†1637)
11. Frédéric de Schleswig-Holstein-Norbourg (1581-1658), duc de Schleswig-Holstein-Sonderbourg-Norbourg, en 1627, il épouse Juliana de Saxe-Lauenbourg (fille duc François II de Saxe-Lauenbourg), (un enfant). Veuf, il épouse en 1632 Éléonore d'Anhalt-Zerbst (†1681), (fille du prince Rodolphe d'Anhalt-Zerbst) (cinq enfants)
12. Marguerite de Schleswig-Holstein-Sonderbourg (en) (1583-1638), en 1603, elle épouse le comte Jean VII de Nassau-Siegen (†1623)
13. Philippe de Schleswig-Holstein-Sonderbourg-Glücksbourg, duc de Schleswig-Holstein-Sonderbourg-Glücksbourg, il fonde la deuxième branche
14. Albert de Schleswig-Holstein-Sonderbourg (1585-1613).